# Luc Sels
Luc Sels (Merksem, 1967) is een Belgisch bedrijfssocioloog en hoogleraar aan de Katholieke Universiteit Leuven. Sels was van 1 augustus 2017 tot en met 31 juli 2025, twee ambtstermijnen, rector van de KU Leuven.

## Biografie
Sels studeerde af aan de KU Leuven in 1989 als licentiaat sociale wetenschappen en promoveerde tot doctor in de sociale wetenschappen in 1995. In 1996 werd hij docent aan de faculteit Economie en Bedrijfswetenschappen. Sinds 2004 is hij gewoon hoogleraar. Hij is titularis van de Acerta Leerstoel Talent Management & Employability.
Van 2009 tot 2017 was Sels decaan van de faculteit Economie en Bedrijfswetenschappen, met 8.788 studenten de grootste faculteit van de KU Leuven. Naast de campus Leuven, gevestigd in het Hogenheuvelcollege aan het stadspark, waarvan hij eveneens campusdecaan was, zijn er ook subfaculteiten binnen de campus Kulak Kortrijk, de campus Antwerpen Carolus (vestiging van de voormalige Handelshogeschool en de economische campus van de Lessius Hogeschool) en in Brussel (met de vroegere economische en bedrijfsrichtingen van de Katholieke Universiteit Brussel, VLEKHO en EHSAL).
In 2013 werd Sels daarnaast binnen de universiteit rectoraal adviseur Integratie, waarbij hij advies verleent bij de strategische langetermijnplanning van de academische activiteiten op de externe campussen, en de interne organisatie van de geïntegreerde en geassocieerde faculteiten. Daarmee werd hij ook de voorzitter van het Comité academische diensten.
Sels is eveneens
- lid van de Hoge Raad voor de Werkgelegenheid;
- directeur van het Steunpunt Werk en Sociale Economie, dat zich in opdracht van de Vlaamse regering toelegt op beleidsvoorbereidend onderzoek van de Vlaamse en Europese arbeidsmarkt;
- lid van het dagelijks bestuur en promotor van het Steunpunt ondernemen en internationaal ondernemen;
- lid van de raad van bestuur van het HIVA - Onderzoeksinstituut voor Arbeid en Samenleving;
- lid van de Ekonomika Alumni.

## Rector
Op 12 maart 2017 deelde Sels mee zich kandidaat te stellen voor de komende rectorverkiezingen aan de KU Leuven. Hij kwam hiermee op tegenover de zittende rector Rik Torfs, die een tweede ambtstermijn beoogde. Op 9 mei won Sels na de eerste stemronde de rectorverkiezing ook daadwerkelijk. Zijn mandaat ving aan op 1 augustus 2017.
Volgens een aantal critici reageerde hij niet adequaat toen bekend raakte dat een student bij een studentendoop door de studentenclub Reuzegom het leven had gelaten. De doopmeesters kregen van de KU Leuven een taakstraf, volgens de critici een te lichte straf. Sels benadrukte dat de straf uitgesproken werd toen nog niet alle feiten bekend waren.
Sels stelde zich in 2021 kandidaat om zichzelf op te volgen als rector. Jan Tytgat werd zijn enige tegenkandidaat. Op 11 mei 2021 werd zijn mandaat verlengd voor een periode van vier jaar (tot 31 juli 2025). Na zijn tweede ambtstermijn, het maximumaantal, werd hij opgevolgd door Severine Vermeire.

## Wetenschappelijk werk
Sels is verbonden aan de onderzoekgroep personeel en organisatie en gespecialiseerd in arbeidsmarkt (vergrijzing en impact op productiviteit in organisaties, belang van mobiliteit op arbeidsmarkt, ontslagbescherming), loopbanen en loopbaantransities (effecten van loopbaanonderbreking op loonevolutie en loopbaanverloop, hoe de lengte van loopbanen en uittredeleeftijd verhogen), personeelsbeleid, employabiliteit, duurzame inzetbaarheid en aanverwante thema’s.
Hij analyseerde onder andere de mismatch van vraag en aanbod op de Belgische arbeidsmarkt, de genderloonkloof, of de effecten van de vergrijzing. Een deel van zijn onderzoek bestudeert de impact van de politieke besluitvorming op de arbeidsmarkt, zoals de geleidelijke realisatie van het eenheidsstatuut of de opportuniteit bij de verschuiving van het arbeidsmarktbeleid naar de gewesten bij het zesde staatshervorming. In het licht van die nieuwe bevoegdheid presenteerde hij onderzoek over werkzaamheid in een Groenboek aan het Vlaams Parlement. Hij wordt eveneens regelmatig geconsulteerd als expert door de audiovisuele media.

## Erkenning
- 2002: Francqui-leerstoel aan de Universiteit Antwerpen.
- 2009: HR Award van het Dutch HRM Network tijdens de International HRM Network Conference aan de Universiteit van Amsterdam. Deze prijs toegekend aan wie een opmerkelijke bijdrage leverde aan het HRM-onderzoek. Hij vervoegde daarbij eerdere laureaten als David Guest (King's College London), Karen Legge (Universiteit van Warwick), John Purcell (Bath University), Jaap Paauwe (Universiteit van Tilburg) en Patrick Wright (Cornell-universiteit).[8][16]
- 2015: werd hij geëerd als eredoctor aan Cardiff-universiteit.

## In de media
Hij waarschuwt regelmatig voor de hoge loonlasten in België en de hieruit voortvloeiende loonkosthandicap.
Van bij de start in 1998 is hij ook de coördinator van de in Vlaanderen gekende tweejaarlijkse salarisenquête die het Vlaamse hr-magazine Vacature uitvoert en publiceert. Deze cijfers zijn ook een van de bronnen voor zijn onderzoek.

## Niet-academische mandaten
In 2022 werd hij onafhankelijk bestuurder van de private stichting Jacob-Ferdinand Mellaerts, aandeelhouder van MRBB, de financiële holding van de Boerenbond. Hij werd ook onafhankelijk bestuurder van MRBB zelf.

## Selecte bibliografie
boeken
- De overheid viert de teugels: De effecten op organisatie en personeelsbeleid in de autonome overheidsbedrijven, Luc Sels, Uitgeverij Acco, 1995, ISBN 9789033435089
- HRM in breedbeeld, Een toetsing van retoriek aan realiteit, Luc Sels, Sophie De Winne, Uitgeverij Acco, 2005, ISBN 9789033456732
- Human Resource Management. Deel 1, Luc Sels, Uitgeverij Acco, 2007, ISBN 9789033465024
- Human Resource Management. Deel 2, Luc Sels, Uitgeverij Acco, 2007, ISBN 9789033465192
- De competentie manager, Koen Dewettinck, Luc Sels, Geert Van Hootegem, Uitgeverij Lannoo, 2013, ISBN 9789401400909
- Mensen maken het verschil, of Hoe u meer rendement uit talent haalt, Luc Sels, Lut Crijns, Uitgeverij Lannoo, 2013, ISBN 9789401410366

artikels
- Gender differences in entrepreneurial intentions: A TPB multi-group analysis at factor and indicator level, Maes J, Leroy H, Sels L, 2014, European Management Journal.
- Start-up absorptive capacity: Does the owner’s human and social capital matter?, Debrulle J, Maes J, Sels L, 2014, International Small Business Journal, 2013.
- A multidisciplinary review into the definition, operationalization, and measurement of talent, Nijs S, Gallardo-Gallardo E, Dries N, Sels L, 2014, Journal of World Business, 2013.
- The impact of age on the reservation wage: The role of employment efficacy and work intention: A study in the Belgian context, De Coen A, Forrier A, Sels L, 2014, Journal of Applied Gerontology, 2013.
- Comparing and explaining HR department effectiveness assessments: Evidence from line managers and trade union representatives, De Winne S, Delmotte J, Gilbert C, Sels L, 2013, International Journal of Human Resource Management, vol. 24, no. 8, pp. 1708 - 1735.
- Being unemployed in the boundaryless career era: Does psychological mobility pay off?, Vansteenkiste S, Verbruggen M, Sels L, 2013, Journal of Vocational Behavior, vol. 82, no. 2, pp. 135 - 143.
- Job seekers' search intensity and wage flexibility: Does age matter?, De Coen A, Forrier A, De Cuyper N, Sels L, 2013, Ageing & Society, no. Published online: 25 October 2013, pp. 1 - 21.
- How job characteristics relate to need satisfaction and autonomous motivation: Implications for work effort, De Cooman R, Stynen D, Van den Broeck A, Sels L, De Witte H, 2013, Journal of Applied Social Psychology, vol. 43, no. 6, pp. 1342 - 1352.
- More than 'mutual information': educational and sectoral gender segregation and their interaction on the Flemish labour market, Van Puyenbroeck T, De Bruyne K, Sels L, 2012, Labour Economics, vol. 19, no. 1, pp. 1 - 8.
- Identifying the entrepreneur in entrepreneurship: An overview of the research field with special emphasis on human and social capital, Debrulle J, Maes J, Sels L, 2012, Review of Business and Economic Literature, vol. 57, no. 04, pp. 257 - 281.
- Career sidestep, wage setback? The impact of different types of employment interruptions on wages, Theunissen G, Verbruggen M, Forrier A, Sels L, 2011, Gender, Work & Organization, vol. 18, no. 1, pp. E110 - E131.
- Identifying financially successful start-up profiles with data mining, Martens D, Vanhoutte C, De Winne S, Baesens B, Sels L, Mues C, 2011, Expert Systems with Applications, vol. 38, no. 5, pp. 5794 - 5800.